# Каратегински хребет
Каратегинският хребет (на руски: Каратегинский хребет) е планински хребет, южно разклонение на Хисарския хребет, част от планинската система на Хисаро-Алай, разположен на територията на Таджикистан. Простира се от североизток на югозапад на протежение около 80 km, като на север се свързва с Хисарския хребет, а на юг завършва до шосето Душанбе – Рогун. На северозапад склоновете му се спускат към долината на река Кафирниган (десен приток на Амударя), а на югоизток – към долината на река Вахш (дясна състанящя на Амударя). Изграден е основно от гранити. Максимална височина 3950 m. Склоновете му са покрити с планински степи, храсти и пасища.

## Топографска карта
- J-42-Б М 1:500000[2]